# 지방도 제1049호선
지방도 제1049호선(축동 ~ 명석선)은 경상남도 사천시 축동면 탑리삼거리와 진주시 명석면 외율 교차로를 잇는 경상남도의 지방도이다. 사천시 축동면에서 지방도 제1002호선과 분기하면서 시작되어, 진수대교를 건너 내동면에서는 국도 제2호선과 교차한다. 진주시 대평면에서는 진양호를 마주하다가,  강을 건너 산청군 단성면에서 국도 제20호선, 지방도 제1001호선과 교차한다. 진주시 명석면에서 국도 제3호선을 만나면서 끝난다.

## 연혁
- 2003년 2월 20일 : 노선 신설[1]
- 2009년 10월 15일 : 지방도 노선 조정[2]

## 주요 경유지
- 사천시
  - 축동면 탑리삼거리 - 탑리 - 신촌삼거리 - 반용리

- 진주시
  - 내동면 유수리 - 유수역 - 유수교 - 내평리 - 진수대교
  - 대평면 진수대교 - 내촌삼거리 - 내촌리 - 당촌삼거리 - 당촌리 - 바느고개 - 하촌리 - 상촌리 - 대평교 - 진주청동기문화박물관 - 대평삼거리 -대평리 - 대관교

- 산청군
  - 단성면 대관교 - 관정리 - 소남리 - 새들교 - (배양교) - 묵곡교 - 단성묵곡생태숲 - 겁외사 - 묵곡리

- 진주시
  - 명석면 외율 교차로

## 도로명
- 사천시 축동면 탑리삼거리 ~ 내평리 : 내축로
- 사천시 축동면 내평리 ~ 산청군 단성면 관정리 : 호반로
- 산청군 단성면 관정리 ~ (배양교) : 목화로
- 산청군 단성면 (배양교) ~ 진주시 명석면 외율 교차로 : 성철로